# 오니시 다키지로
오니시 다키지로(일본어: 大西 瀧治郎, 1891년 6월 2일- 1945년 8월 16일)은 제2차 세계대전에서 활약한 일본의 해군 군인이다. 그는 전황이 악화되자 자살공격을 제안하여 '신풍 특공대의 아버지'(特攻生みの親)라고 불린다.
효고현 단바시 출신으로, 1912년 해군병학교를 졸업하고, 소위로 임관하였다. 이후 함정 승조원 생활을 하다가 해군 항공대의 조직자로 선발되어, 1918년 영국과 프랑스에 파견되어 좀 더 심화된 교육을 받았다.
일본에 돌아와서 요코스카 항공대에 교관이 되었고, 이후 가스미가우라 해군항공대에 파견되었다. 소좌 시절에 항공모함 호쇼의 비행대장이 되고, 1939년에는 소장으로 승진하여 일본해군 제11 비행단의 참모장이 되었다.
태평양 전쟁이 발발하자, 군수성에서 비행기의 기술적 문제를 담당하였다. 오니시 개인적으로는 국력의 차이가 너무 확실했기 때문에 진주만 공격을 반대했다고 한다. 1943년 그는 중장으로 승진하였고, 1944년 제1 항공함대의 사령관이 되어 필리핀에서 미군에 맞서게 되었다. 그는 "카미카제 특공대의 아버지"라고 알려져 있지만, 그러한 자살공격은 이전부터 제안되어 왔으며, 처음에는 그도 자살공격을 반대했다. 그러나 매리애너 해전의 손실로 전력이 크게 감소되어 정상적인 공격이 불가능해지자, 그는 생각을 바꾸어 자살공격을 명령하였다.
필리핀이 함락되자 일본으로 돌아와 1945년 5월 군령부 차장(육군의 참모차장에 해당)으로 승진했다. 일본이 무조건 항복을 한 후 할복자살을 시도하였고, 15시간 후에 사망하였다. 그는 유서에서 전사자에게 자살공격을 명령한 것을 사죄하고, 살아남은 사람들은 일본의 재건과 세계 평화에 힘쓸 것을 당부했다. 그가 할복에 사용한 칼은 현재 야스쿠니 신사에 전시되고 있다.

## 같이 보기
- 자살 공격
- 가미카제
- 사사카와 료이치 - 가미가제 특공대 개념의 창안자